# كاميلوت (مسلسل)
كاميلوت مسلسل تلفزيوني تاريخي - دراما وخيال عرض لأول مرة في 1 أبريل 2011. وتم بإنتاج مشترك من قبل ستارز, شبكة الكابل و أفلام جي كيه ‏. التي بدأت الإنتاج خلال صيف 2010 . هذا المسلسل مستند على أسطورة الملك آرثر ومن إنتاج غراهام كينغ، مورغان أوسوليفان و مايكل هيرست.
بدأ أول عرض خاص تجريبي للحلقة «العودة للوطن» وتم بثه على قناة ستارز مساء يوم الجمعة 25 فبراير 2011 , وفي 30 يونيو 2011 أعلنت ستارز أنها لن تقوم بطلب المواسم الجديدة من مسلسل كاميلوت.
مشيرة إلى التحديات الكبيرة في الإنتاج والصراعات في الغالب في الجدول الزمني مع بعض أعضاء طاقم الممثلين، بما في ذلك جوزيف فينيس، جيمي كامبل باور وإيفا جرين.

## الرواية
في أواخر القرن الخامس كانت بريطانيا خالية من الحكم الروماني لعدة قرون، ومع وفاة الملك أوثر. المفاجئ بدأت الفوضى تهدد كافة بريطانيا.
وكان الساحر مرلين لديه روئ لمستقبل مظلم فيقوم بتعيين الشاب المتهور آرثر, الابن الغير شرعي والذي أثير بهذا الوصف من عامة الشعب ليصبح الملك الجديد.
وقام آرثر ومرلين بتنصيب أنفسهم في قلعة كاميلوت مع حلفائهم، بما فيهم والدهِ الملك آرثر البيولوجية إغرين , و كاي شقيقه العزيز، وليونتس ومجموعة من المحاربين المخلصين حيث يسعى الملك آرثر لبناء دولة بريطانية جديدة وأفضل، ليستطيع الناس العيش في سلام.
وفي الوقت نفسه، تقوم الطموحة مورغان أخت آرثر غير شقيقة بالمؤامرات لأخذ العرش منه، بعد أن نفيت من والدها أوثر .
وكانت مورغان هي المسؤولة عن وفاة والدها أوثر, تريد أن تحكم خلفاً له، بمساعدة من خادمتها الموالية فيفيان والراهبة المخادعة سيبيل .
تقوم مورغان بإتخاذ قلعة والدها القديمة مقراً لها، حيث تخطط وتحيك المؤامرات ضد أخاها آرثر

## الطاقم والشخصيات
- جوزيف فينيس بدور مرلين - المنشئ والخادم الأمين لقلعة كاميلوت الأسطورية، كما هو أعظم وأقوى حليف لـ آرثر . مرلين يؤمن به أكثر مما يؤمن آرثر بنفسه. ويستطيع أن يتنبأ بالتهديدات التي ستحصل لـ آرثر أكثر وضوحاً من أي شخص أخر، ولكن لابد له من محاربة قوى الطبيعة المظلمة ويسخرها ليولد كاميلوت الجديدة.
- جيمي كامبل باور بدور الملك آرثر - شاب وسيم ومبتهج، خرج من منزله وعائلته عندما علم أنه هو الوريث الوحيد للعرش من الذكور نتيجة وفاة الملك المفاجئة. تعلم آرثر في عالم مظلم وجامح، وألهمه ذلك بناء مملكة قائمة على العدل والأمل والحرية من الطغيان، في زمن كانت الأراضي التي يشرف عليها قد فسدت بسبب العنف والجشع واليأس.
- إيفا جرين بدور مورغان بندراغون - أبنة الملك أوثر، جميلة وطموحة وبلا رحمه. ترغب في المطالبة بحقها في عرش والدها، ولكنها لا تكترث لمرلين وخططه ولاحتى لوجود آرثر التي أكتشفت موخراً أنه أخاها غير الشقيق.

وفي سعيهها للسلطة، قامت مورغان بمنح نفسها لأكثر قوى الشر لكي تسمح لها بتهديد حكم كاميلوت من الداخل، وهي الخصم الرئيسي في المسلسل.
- تامسين إجيرتون بدور جوانيفير - امرأة طموحة وقوية الإرادة، مما يجعلها مصدر مصدر دعم وقوة عظيمة لآرثر مما ينمي في منصبه كملك. على الرغم من أنها متزوجة من ليونتس واحد من أشد فرسان آرثر ولاءً, الأ أنها لا تستطيع إنكار انجذابهما لبعضهم البعض.
- كلير فورلاني بدور إغرين - والدة آرثر البيولوجية، والزوجة الثانية للملك أوثر. وهي مبعده عن أبنها ومحتقرة من قِبِل أبنة زوجها مورغان. وقد عاشت حياة من الألم والعذاب الشديد، ولكنها لم تفقد ابداً إيمانها أو قلبها، وسرعان ماأصبحت إغرين حليفاً ومن مواطن قوة الشخصية آرثر ولمحكمة كاميلوت بأكملها.
- شيبو تشونغ بدور فيفيان - امرأة شابة ينحدر أصلها من الأشخاص الذين أحضروا إلى بريطانيا كـعبيد، عملت كخادمة في قصر أوثر. وتعمل الآن مرافقة ورسوله لمورغان.
- سايناد كوزاك بدور سيبيل - الراهبة التي ربت مورغان وأتت لتسكن معها بعد احتراق الدير. وهي الأم الروحية لمورغان، وتلعب دور المستشارة لها في الأمور السياسية وقوى الطبيعة الخارقة. وتأخذ باللوم بتهمة خيانة مورغان، وقطع رأسها من قبل جاوين.
- بيتر موني بدور كاي - الأخ الأكبر وأشد الموالين لآرثر. كاي يشجع آرثر ليتولى قدره ملكاً لبريطانيا. وبصفته قائد كبير للمك كاي لديه الحرية ليصبح حراً لنفسه، لكن سيبقى دائماً شقيق آرثر الأكبر وصديقه المقرب.
- كلايف ستاندن بدور جاوين - فارس ومحارب عظيم سابق، أصيب بخيبة أمل وإحباط وظل طريقه في الحياة. كاي وليونتس قاموا بتجنيده للانضمام إلى محكمة كاميلوت، على الرغم من أنه كان متردد في البداية.

أتى إلى كاميلوت وأدرك أن آرثر كان مختلف وليس مجرد قائد حرب آخر. ومن الوحي وجد سبب للقتال وتدريب رجال آرثر.
- فيليب ونشستر بدور ليونتس - واحد من أشجع فرسان الملك أوثر, تعهد ليونتس بولائه للملك الجديد آرثر بعد وفاة والده الملك آوثر وينضم إلى آرثر في محكمة كاميلوت. وهو زوج جوانيفير , ولائه وخبرته لاتقدر بثمن للمكل الشاب وهو يحاول تأمين الأمن والنظام في الأراضي التي تعاني من العنف والتهديدات من منافسيه على العرش.

## روابط خارجية
- كاميلوت على موقع IMDb (الإنجليزية)
- كاميلوت على موقع ميتاكريتيك (الإنجليزية)
- كاميلوت على موقع روتن توميتوز (الإنجليزية)
- كاميلوت على موقع كينوبويسك (الروسية)
- كاميلوت على موقع ألو سيني (الفرنسية)
- كاميلوت على موقع قاعدة بيانات الفيلم (الإنجليزية)